# 亀井重清
亀井 重清（かめい しげきよ）は、平安時代末期から鎌倉時代初期の武将。
源義経の郎党で、義経四天王のひとり。弓の名手と伝わる。

## 生涯
藤白鈴木氏の一族で、兄に鈴木重家がいた。また、『続風土記』の「藤白浦旧家、地士鈴木三郎」によると重清は佐々木秀義の六男で、義経の命で重家と義兄弟の契りを交わしたとされる。
『吾妻鏡』文治5年（1185年）5月7日条に兄頼朝の怒りを買った義経が、異心のない証として鎌倉へ起請文を送った使者として亀井六郎の名が見られる。この起請文は、義経がそれまで勝手な振る舞いをしてきて、今になって頼朝の怒りを聞いて初めてこのような使者を送って来たものとして許されず、かえって頼朝の怒りを深める原因になった。
『源平盛衰記』では一ノ谷の戦いで義経の郎党亀井六郎重清として登場する。『義経記』では義経最期の衣川の戦いで「鈴木三郎重家の弟亀井六郎、生年23」と名乗り、奮戦したのち兄と共に自害した。